# Пертви, Джон
Джон Де́вон Ро́ланд Пе́ртви (англ. John Devon Roland «Jon» Pertwee; 7 июля 1919 — 20 мая 1996) — английский актёр, наиболее известный по роли Третьего Доктора в научно-фантастическом телесериале BBC «Доктор Кто». С 1974 по 1978 годы он также принимал участие в телепередаче Whodunnit? на канале «Темза-ТВ».

## Ранние годы
Джон Пертви родился в Лондоне в семье потомков гугенотов. Фамилия Пертви (Pertwee) является аглифицировонным вариантом оригинальной французской фамилии Пертви де Лайево (Perthuis de Laillevault). Его отец Роланд Пертви был театральным сценаристом и актёром. Мать Пертви, Авайс Шольц, покинула семью, когда он был маленьким ребёнком, поэтому будущий актёр жил с бабушкой по отцовской линии, сначала в Суррее, затем в Лондоне.
Пертви обучался в детско-юношеской школе мисс Максвелл для молодых леди и джентльменов (Лондон), школе Ардо (Истборн), Уэллингтон-Хаус (Уэстгейт-он-Си), в высшей школе Френшам (графство Суррей), независимой школе в Роуледже (недалеко от Френшама, в графстве Суррей) и Шерборнской государственной школе (в Шерборне, северо-запад графства Дорсет). Из числа этих школ он был исключён за плохое поведение. После школы он пошёл в Королевскую академию театрального искусства, из которой он был также изгнан за отказ играть в одной пьес греческий ветер и исписывание стен школьного туалета оскорблениями в адрес преподавателей.

## Карьера

### Военная карьера
Пертви был офицером Британского Королевского флота и прослужил там шесть лет в период Второй мировой войны. С 1940 года являлся членом экипажа линейного корабля его величества «Худ». Пертви был переведён с «Худа» незадолго до того, как корабль принял последний бой с германским линкором «Бисмарк». На флоте ему сделали татуировку в виде змеи, которая иногда была заметна, когда он играл в «Докторе Кто». В интервью он признавался, что обнаружил её на руке однажды утром после пьяной ночи. В период службы побывал в Советском Союзе в составе атлантического конвоя.
В 1941 году Джон Пертви был произведён в офицеры и завербован военно-морской разведкой. Работая старшим агентом вместе с Яном Флемингом, известным в будущем как автор шпионских романов о Джеймсе Бонде, Пертви подчинялся непосредственно премьер-министру Великобритании Уинстону Черчиллю и вице-премьеру Клементу Эттли.

### Начало актёрской карьеры
После войны он сделал карьеру комедийного актёра, исполняя роль несчастного почтальона в радио-постановке ВВС «Почтальон». В течение 18 лет он играл в популярном радио-ситкоме The Navy Lark, посвящённом военно-морскому флоту Великобритании. Дебют на театральной сцене состоялся в 1963 году в пьесе «Забавная история, случившаяся по пути на форум», а в 1966 ему досталась роль в киноверсии этого спектакля. Первую популярность Пертви принесла роль в серии комедийных фильмов «Так держать!», в которых он снимался в течение 1964—1992 годов.

### «Доктор Кто»
В 1969 году Джон Пертви был выбран на роль Третьего Доктора в сериале «Доктор Кто». Пертви был приятно удивлен, когда узнал о своей новой роли. До того, как играть Доктора, Пертви не очень интересовался сериалом, потому его образ немного не совпадал с образами предыдущих двух Докторов. В отличие от Уильяма Хартнелла и Патрика Траутона, Пертви сыграл активного, склонного к действиям Доктора в модной одежде. Он играл Доктора в течение пяти сезонов с 1970 до 1974 года. В начале 1974 года Пертви объявил, что заканчивает исполнять роль Доктора. Его уход был связан с трагической кончиной его друга, Роджера Дельгадо, исполнявшего в сериале роль его заклятого врага Мастера. В последний раз он сыграл Доктора в июне 1974 в серии «Планета пауков». Позже он вернулся к роли Доктора в юбилейных спецвыпусках «Пять Докторов» и «Измерения во времени».

### Другие роли
Ещё одна известная роль Пертви — ожившее пугало Ворзель в детском телесериале «Ворзель Гаммидж» канала ITV по книгам писательницы Барбары Ю. Тодд, снимавшемся в начале в Великобритании с 1979 по 1981 годы, а затем в Новой Зеландии в 1987—1989 годах под названием «Ворзель Гаммидж: На краю света». Шоу сразу же стало хитом и теперь известно как классика британского детского телевидения. Его партнёрами по сериалу стали Уна Стаббс и Джеффри Бэйлдон. Последний раз Пертви вернулся к роли Гаммиджа в 1995 году в спецэпизоде, посвящённом сорокалетию канала ITV. Также Пертви играл этого героя на сцене и записал альбом для мюзикла Worzel Gummidge Sings, сингл The Worzel Song, песни для социальной рекламы и кавер на песню When I’m 64 группы The Beatles, исполненную голосом пугала.
В 1971 году, во время перерыва между съёмками «Доктора Кто», он сыграл в фильме ужасов «Дом, где стекает кровь», спародировав «вечного» Дракулу студии Hammer, Кристофера Ли.
Пертви записал множество песен для детей и поучаствовал в создании социальной детской рекламы о правилах дорожного движения под названием The Green Cross Code, также известной как SPLINK. В 1970—1980-е годы он был ведущим детективного телешоу Whodunnit?.
Также он принимал участие в разнообразных ток-шоу. В конце 1995 года он получил камео в любительском сюжете о приключениях Третьего Доктора к началу седьмого сезона сериала. Это видео никогда не выходило на VHS или DVD, но оно стало пасхальным яйцом на диске «Военные игры». Последним появлением Пертви на экране стала роль в ленте Cilla’s Surprise Surprise, которая вышла 21 апреля 1996 года.
У Джона Пертви известны две автобиографии: Moon Boots and Dinner Suits и I am The Doctor, в первой из которых обозревается его жизнь и карьера до «Доктора Кто», а во второй — после.
До последнего дня жизни Джон Пертви занимался озвучкой. Пертви умер лишь за несколько дней до британской премьеры полнометражной ленты «Доктор Кто», поэтому в прокате в Великобритании фильм вышел с посвящением Джону Пертви.

## Личная жизнь
Пертви был женат дважды. Впервые на Джин Марш, их брак длился в течение 1955—1960 годов. Во второй раз — на Ингеборг Росса. С ней он обручился в 1960 году. Вместе они прожили до его смерти, у них есть двое детей — Шон и Дериел.
Актёр играл на гитаре, увлекался водными лыжами и любил быстрые автомобили и мотоциклы. На своём Honda VT500E он ездил до 74-х лет.
Умер 20 мая 1996 года в Коннектикуте, от сердечного приступа. Согласно его последней воле, он был кремирован.

## Фильмография
| Год       |     | Русское название                                   | Оригинальное название                                        | Роль                           |
| --------- | --- | -------------------------------------------------- | ------------------------------------------------------------ | ------------------------------ |
| 1938      | ф   | Янки в Оксфорде                                    | A Yank at Oxford                                             | эпизодическая роль             |
| 1939      | ф   | —                                                  | The Four Just Men                                            | участник предвыборного митинга |
| 1947      | тф  | —                                                  | The Wandering Jew                                            | Бомонд, принц Торента          |
| 1947      | тф  | —                                                  | Toad of Toad Hall                                            | судья                          |
| 1948      | ф   | —                                                  | Trouble in the Air                                           | Трулав                         |
| 1948      | ф   | Уильям приезжает в город                           | William Comes to Town                                        | руководитель цирка             |
| 1948      | ф   | Кусок пирога                                       | A Piece of Cake                                              | мистер Шорт                    |
| 1949      | ф   | —                                                  | Murder at the Windmill                                       | детектив-сержант               |
| 1949      | ф   | Кавардак                                           | Helter Skelter                                               | метрдотель / Чарльз II         |
| 1949      | ф   | Дорогой мистер Прохак                              | Dear Mr. Prohack                                             | Пловер                         |
| 1949      | ф   | —                                                  | Miss Pilgrim’s Progress                                      | почтальон Перкинс              |
| 1950      | ф   | —                                                  | The Body Said No!                                            | сторож                         |
| 1951      | ф   | Утка мистера Дрейка                                | Mr Drake’s Duck                                              | Рубен                          |
| 1953      | ф   | —                                                  | Will Any Gentleman...?                                       | Чарли Стерлинг                 |
| 1954      | ф   | Весельчак                                          | The Gay Dog                                                  | игрок                          |
| 1955      | ф   | Янки в Эрмине                                      | A Yank in Ermine                                             | Слоуберн                       |
| 1956      | ф   | Это прекрасный мир                                 | It’s a Wonderful World                                       | кондуктор                      |
| 1957      | тф  | —                                                  | Rise Above It                                                | кто-то ещё                     |
| 1958      | с   | Айвенго                                            | Ivanhoe                                                      | коробейник Питер               |
| 1958      | тф  | —                                                  | Dick Whittington and His Cat                                 | Олдерман Фицуоррен             |
| 1959      | ф   | Гадкий утёнок                                      | The Ugly Duckling                                            | Виктор                         |
| 1959      | с   | —                                                  | Glencannon                                                   | шампанский Чарли               |
| 1960      | ф   | Просто Джо                                         | Just Joe                                                     | Прендергаст                    |
| 1960      | ф   | —                                                  | Not a Hope in Hell                                           | Дэн                            |
| 1961      | ф   | Близко к неприятному случаю                        | Nearly a Nasty Accident                                      | генерал Биркиншоу              |
| 1963      | с   | Шоу Дики Хендерсона                                | The Dickie Henderson Show                                    | неизвестно                     |
| 1963      | ф   | Леди в деле                                        | Ladies Who Do                                                | Сидни Тейт                     |
| 1964      | ф   | Так держать, Клео!                                 | Carry On Cleo                                                | предсказатель                  |
| 1965      | ф   | —                                                  | I’ve Gotta Horse                                             | помощник костюмера             |
| 1965      | ф   | Ты должно быть шутишь!                             | You Must Be Joking!                                          | лавочник                       |
| 1965      | с   | Небольшой случай…                                  | A Slight Case of…                                            | неизвестно                     |
| 1965      | ф   | Так держать… Ковбой                                | Carry on Cowboy                                              | шериф Альберт Эрп              |
| 1965      | тф  | —                                                  | Mother Goose                                                 | сквайр                         |
| 1966      | с   | —                                                  | David Nixon’s Comedy Bandbox                                 | гость                          |
| 1966      | ф   | Так держать… Продолжаем кричать!                   | Carry On Screaming!                                          | доктор Феттл                   |
| 1966      | ф   | Забавная история, случившаяся по дороге на форум   | A Funny Thing Happened on the Way to the Forum               | Крассус                        |
| 1966      | ф   | Поезд-беглец                                       | Runaway Railway                                              | начальник станции              |
| 1966—1967 | с   | Джеканори                                          | Jackanory                                                    | рассказчик                     |
| 1967      | с   | Мстители                                           | The Avengers                                                 | бригадир Уайтхед               |
| 1967      | с   | —                                                  | Beggar My Neighbour                                          | майор Хенли                    |
| 1969      | ф   | —                                                  | Up in the Air                                                | Фигворти                       |
| 1970      | кор | —                                                  | I Understand                                                 | неизвестно                     |
| 1970—1983 | с   | Доктор Кто                                         | Doctor Who                                                   | Третий Доктор                  |
| 1971      | ф   | Дом, где стекает кровь                             | The House That Dripped Blood                                 | Пол                            |
| 1975      | с   | Вкусняшки                                          | The Goodies                                                  | преподобный Ллевеллин          |
| 1975      | ф   | Пропавший динозавр                                 | One of Our Dinosaurs Is Missing                              | полковник                      |
| 1977      | ф   | Приключения частного детектива                     | Adventures of a Private Eye                                  | Джадд Блейк                    |
| 1977      | ф   | —                                                  | No. 1 of the Secret Service                                  | преподобный Уолтер Брайтуэйт   |
| 1977      | кор | —                                                  | Four Against the Desert                                      | Стафф                          |
| 1978      | мф  | Дети вод                                           | The Water Babies                                             | лосось / лобстер Джок / кракен |
| 1978      | ф   | —                                                  | Wombling Free                                                | Уомбл                          |
| 1979—1981 | с   | Ворзель Гаммидж                                    | Worzel Gummidge                                              | Ворзель Гаммидж                |
| 1982      | кор | —                                                  | The Curious Case of Santa Claus                              | доктор Мерриуэзер              |
| 1982      | ф   | Парни в синих мундирах                             | The Boys in Blue                                             | сотрудник береговой охраны     |
| 1983—1986 | мс  | Супер Тед                                          | SuperTed                                                     | Спотти                         |
| 1984      | ки  | —                                                  | Deus Ex Machina                                              | рассказчик                     |
| 1985      | с   | Маленький зеленый человечек                        | The Little Green Man                                         | рассказчик                     |
| 1985      | тф  | —                                                  | Do You Know the Milkyway?                                    | доктор Ньюросс                 |
| 1986      | мф  | —                                                  | SuperTed: Super Safe with SuperTed                           | Спотти                         |
| 1987—1989 | с   | —                                                  | Worzel Gummidge Down Under                                   | Ворзель Гаммидж                |
| 1989      | мс  | Дальнейшие приключения Супер Теда                  | The Further Adventures of SuperTed                           | Спотти                         |
| 1992      | с   | —                                                  | Virtual Murder                                               | Луис Сильверадо                |
| 1992      | ф   | Колумб, за работу!                                 | Carry On Columbus                                            | герцог Коста-Брава             |
| 1993      | тф  | Измерения во времени                               | Doctor Who: Dimensions in Time                               | Третий Доктор                  |
| 1993      | в   | —                                                  | The Airzone Solution                                         | Оливер Третуэй                 |
| 1994      | кор | —                                                  | Cloud Cuckoo                                                 | дедушка                        |
| 1994      | в   | —                                                  | P.R.O.B.E.: The Zero Imperative                              | доктор Джеремайя О’Кейн        |
| 1995      | тф  | Приключения молодого Индианы Джонса: Атака ястреба | The Adventures of Young Indiana Jones: Attack of the Hawkmen | генерал фон Креймер            |
| 1995      | ки  | —                                                  | Discworld                                                    | разные персонажи               |
| 2018      | кор | Окольный                                           | Doctor Who: Devious                                          | Третий Доктор                  |